# Saison 2012-2013 du SCO d'Angers
Maillots
Chronologie
Saison précédente Saison suivante
La saison 2012-2013 du Angers SCO, club de football français, voit le club évoluer en Ligue 2.

## Résultats

### Ligue 2
| Date         | No. | Adversaire       | Lieu | Résultat | Buteurs pour le SCO                            | Place | Affluence |
| 27 juillet   | 1   | CS Sedan         | Dom. | 1 - 0    | El Jadeyaoui 55e                               | 1er   | 5528      |
| 3 août       | 2   | Clermont Foot    | Ext. | 1 - 2    | Keșerü 20e (pen.), Ravet 21e                   | 1er   | 3830      |
| 10 août      | 3   | EA Guingamp      | Dom. | 1 - 2    | Keșerü 45+2e                                   | 4e    | 5535      |
| 17 août      | 4   | AC Arles-Avignon | Ext. | 2 - 0    |                                                | 9e    | 1674      |
| 24 août      | 5   | FC Istres        | Dom. | 0 - 1    |                                                | 11e   | 5287      |
| 3 septembre  | 6   | RC Lens          | Ext. | 1 - 3    | Touré 13e (csc), Keșerü 68e, Diers 90+5e       | 8e    | 13 950    |
| 17 septembre | 7   | Le Havre AC      | Dom. | 3 - 1    | Ravet 4e, Keșerü 23e, Gómez 87e                | 5e    | 5550      |
| 21 septembre | 8   | GFC Ajaccio      | Ext. | 0 - 1    | Keșerü 32e                                     | 4e    | 1831      |
| 28 septembre | 9   | Le Mans FC       | Dom. | 4 - 0    | Keșerü 29e 38e 73e 93e                         | 2e    | 6879      |
| 6 octobre    | 10  | Dijon FCO        | Ext. | 0 - 0    |                                                | 2e    | 8026      |
| 19 octobre   | 11  | AS Monaco        | Dom. | 1 - 2    | Diers 81e                                      | 3e    | 14 168    |
| 26 octobre   | 12  | LB Châteauroux   | Dom. | 1 - 0    | Couturier 51e                                  | 3e    | 6868      |
| 3 novembre   | 13  | FC Nantes        | Ext. | 1 - 0    |                                                | 4e    | 35 696    |
| 9 novembre   | 14  | Chamois niortais | Dom. | 0 - 0    |                                                | 5e    | 7135      |
| 23 novembre  | 15  | SM Caen          | Ext. | 1 - 0    |                                                | 6e    | 8068      |
| 30 novembre  | 16  | Nîmes Olympique  | Dom. | 0 - 0    |                                                | 6e    | 5437      |
| 11 décembre  | 17  | Stade lavallois  | Ext. | 1 - 4    | Frikeche 41e 58e, Zoro 66e, El Jadeyaoui 90+3e | 5e    | 4608      |
| 14 décembre  | 18  | AJ Auxerre       | Dom. | 2 - 1    | Jullien 9e (csc), N'Samé 88e                   | 5e    | 6169      |
| 21 décembre  | 19  | Tours FC         | Ext. | 1 - 2    | Keșerü 16e, Lemaire 90+1e                      | 4e    | 4073      |
| 11 janvier   | 20  | Clermont Foot    | Dom. | 1 - 2    | Keșerü 63e                                     | 5e    | 6469      |
| 5 février    | 21  | EA Guingamp      | Ext. | 2 - 1    | Manceau 57e                                    | 6e    | 7816      |
| 25 janvier   | 22  | AC Arles-Avignon | Dom. | 2 - 0    | Plessis 60e (csc), Keșerü 65e                  | 4e    | 5113      |
| 1er février  | 23  | FC Istres        | Ext. | 0 - 0    |                                                | 5e    | 2568      |
| 11 février   | 24  | RC Lens          | Dom. | 3 - 2    | Frikeche 56e, El Jadeyaoui 90e, Ayari 90+4e    | 5e    | 7764      |
| 15 février   | 25  | Le Havre AC      | Ext. | 2 - 1    | Keșerü 38e                                     | 5e    | 7654      |
| 22 février   | 26  | GFC Ajaccio      | Dom. | 1 - 0    | Keșerü 74e                                     | 5e    | 5564      |
| 1er mars     | 27  | Le Mans FC       | Ext. | 0 - 2    | Doré 56e 90+3e                                 | 5e    | 7367      |
| 8 mars       | 28  | Dijon FCO        | Dom. | 3 - 3    | Keșerü 6e 88e, Doré 90+2e                      | 5e    | 10 698    |
| 15 mars      | 29  | AS Monaco        | Ext. | 2 - 2    | Diers 3e, Keșerü 40e                           | 5e    | 4531      |
| 29 mars      | 30  | LB Châteauroux   | Ext. | 2 - 3    | Ayari 19e, Ravet 90e, Fall 90+2e               | 5e    | 5856      |
| 5 avril      | 31  | FC Nantes        | Dom. | 2 - 0    | El Jadeyaoui 32e, Diers 82e                    | 4e    | 16 931    |
| 12 avril     | 32  | Chamois niortais | Ext. | 0 - 0    |                                                | 3e    | 5378      |
| 19 avril     | 33  | SM Caen          | Dom. | 1 - 1    | Ayari 79e                                      | 5e    | 15 195    |
| 26 avril     | 34  | Nîmes Olympique  | Ext. | 3 - 0    |                                                | 5e    | 5826      |
| 3 mai        | 35  | Stade lavallois  | Dom. | 1 - 0    | Diers 90+2e                                    | 5e    | 12 247    |
| 10 mai       | 36  | AJ Auxerre       | Ext. | 2 - 2    | Diers 11e, Doré 90e                            | 4e    | 6096      |
| 17 mai       | 37  | Tours FC         | Dom. | 0 - 1    |                                                | 5e    | 10 777    |
| 24 mai       | 38  | CS Sedan         | Ext. | 2 - 2    | Traoré 51e (csc), Ayari 64e                    | 5e    | 5027      |

### Coupe de la Ligue
| Date         | Tour                | Adversaire           | Lieu | Résultat | Buteurs pour le SCO   | Affluence |
| 7 août       | 1er tour            | FC Nantes (L2)       | Dom. | 2 - 1    | Socrier 17e, Doré 91e | 5310      |
| 28 août      | 2e tour             | Stade lavallois (L2) | Ext. | 0 - 2    | Keserü 46e, Diers 68e | 4170      |
| 25 septembre | Seizièmes de finale | AJ Auxerre (L2)      | Ext. | 2 - 0    |                       | 4680      |

### Coupe de France
| Date | Tour    | Adversaire             | Lieu | Résultat | Buteurs pour le SCO | Affluence |
|      | 7e tour | US Val d'Ize (DRH)     | Ext. | 0 - 1    | Frikeche 38e        |           |
|      | 8e tour | Arras Football (CFA 2) | Ext. | 1 - 0    |                     |           |

### Statistiques
- Premier but de la saison : Alharbi El Jadeyaoui, 55e minute, lors de la 1re Ligue 2, face au CS Sedan le 27 juillet 2012
- Premier penaltys contre : Claudiu Keserü, 20e minute, lors de la 2e journée de Ligue 2, face au Clermont Foot le 3 août 2012
- Premier doublé : Claudiu Keserü, 29e et 38e minute, lors de la 9e journée de Ligue 2 face à Le Mans FC le 28 septembre 2012
- Premier triplé : Claudiu Keserü, 29e, 38e et 73e minute, lors de la 9e journée de Ligue 2 face à Le Mans FC le 28 septembre 2012
- Premier quadruplé : Claudiu Keserü, 29e, 38e, 73e et 93e minute, lors de la 9e journée de Ligue 2 face à Le Mans FC le 28 septembre 2012
- But le plus rapide d'une rencontre : Charles Diers, 3e, lors de la 29e journée de Ligue 2 face à l'AS Monaco le 15 mars 2013
- But le plus tardif d'une rencontre : Charles Diers, 90e+5, lors de la 6e journée de Ligue 2 face au RC Lens le 3 septembre 2012
- Plus grande nombre de buts marqué contre l’adversaire : 4,  lors de la 9e journée de Ligue 2 face à Le Mans FC le 28 septembre 2012 et lors de la 17e journée de Ligue 2 face au Stade lavallois le 11 décembre 2012
- Plus grande nombre de buts marqué par l’adversaire : 3,  lors de la 28e journée de Ligue 2 face au Dijon FCO le 8 mars 2013 et lors de la 34e journée de Ligue 2 face au Nîmes Olympique le 26 avril 2013
- Plus grand nombre de buts marqués dans une rencontre : 6,  lors de la 28e journée de Ligue 2 face au Dijon FCO le 8 mars 2013
- Plus bon classements de la saison en Ligue 1 : 1er
- Moins bon classements de la saison en Ligue 1 : 11e

### Buteurs
| Joueur                 | Total | Ligue 2 | Coupe de France | Coupe de la Ligue |
| ---------------------- | ----- | ------- | --------------- | ----------------- |
| Claudiu Keserü         | 18    | 17      | 0               | 1                 |
| Charles Diers          | 7     | 6       | 0               | 1                 |
| Férébory Doré          | 5     | 4       | 0               | 1                 |
| Alharbi El Jadeyaoui   | 4     | 4       | 0               | 0                 |
| Rayan Frikeche         | 4     | 3       | 1               | 0                 |
| Khaled Ayari           | 4     | 4       | 0               | 0                 |
| Yoric Ravet            | 3     | 3       | 0               | 0                 |
| Diego Gómez            | 1     | 1       | 0               | 0                 |
| Richard Socrier        | 1     | 0       | 0               | 1                 |
| Vincent Manceau        | 1     | 1       | 0               | 0                 |
| Marc-André Zoro        | 1     | 1       | 0               | 0                 |
| Malik Couturier        | 1     | 1       | 0               | 0                 |
| Martin Fall            | 1     | 1       | 0               | 0                 |
| Jean-Pierre Nsame      | 1     | 1       | 0               | 0                 |
| Pierre-Étienne Lemaire | 1     | 1       | 0               | 0                 |
| Total                  | 53    | 48      | 1               | 4                 |

### Prix Individuels
- Ligue 2 :
  - Meilleur passeur de la Ligue 2 : Alharbi El Jadeyaoui (10 passes)

- Trophées UNFP :
  - Nommé dans l'équipe type de l'année en Ligue 2 : Claudiu Keserü
  - Nommé pour meilleur joueur de l'année en Ligue 2 : Claudiu Keserü
  - Nommé pour meilleur gardien de l'année en Ligue 2 : Grégory Malicki
  - Nommé pour meilleur entraineur de l'année en Ligue 2 : Stéphane Moulin

- Joueurs du mois :
  - Meilleur joueur du mois de janvier en Ligue 2 : Claudiu Keserü
  - Meilleur joueur du mois de mars en Ligue 2 : Claudiu Keserü